# Кисла Дубина
Ки́сла Дуби́на — село в Україні, у Білопільській міській громаді Сумського району Сумської області. Населення становить 75 осіб. До 2018 орган місцевого самоврядування — Павлівська сільська рада.

## Географія
Село Кисла Дубина розташоване за 4 км від правого берега річки Павлівка. На відстані 1.5 км розташовані села Сорокине (ліквідоване у 1988 році) та Новоіванівка.
По селу тече струмок, що пересихає із загатою.
Поруч пролягає залізниця, станція Платформа 312 км.

## Історія
За даними на 1864 рік на казенному хуторі Кисла Дубина (Кислий) Сумського повіту Харківської губернії мешкало 370 осіб (177 чоловічої статі та 193 — жіночої), налічувалось 52 дворових господарства.
Село постраждало внаслідок геноциду українського народу, проведеного урядом СССР 1923—1933 та 1946–1947 роках.
12 червня 2020 року, відповідно до розпорядження Кабінету Міністрів України № 723-р «Про визначення адміністративних центрів та затвердження територій територіальних громад Сумської області», село увійшло до складу Білопільської міської громади.
19 липня 2020 року, в результаті адміністративно-територіальної реформи та ліквідації Білопільського району, село увійшло до складу новоутвореного Сумського району.

#### Російське вторгнення в Україну (з 2022)
26 серпня 2024 року російські загарбники продовжували обстрілювати прикордонні території Сумської області. Зокрема в селі зафіксовано  2 вибухи, ймовірно ствольна артилерія 122 мм.

## Відомі люди
- Тесленко Федір Петрович — аграрій, вчений, ректор Київського сільськогосподарського інституту, директор Харківського зоотехнічного інституту, віце-президент Академії сільськогосподарських наук УРСР. Кандидат у члени ЦК КП(б)У.